# Vidre crown

Un doblet acromàtic que combina vidre crown i vidre flint.

El vidre crown és, juntament amb el vidre flint, un dels tipus bàsics de vidre òptic, amb un índex de refracció proper a 1,5. Conté una quantitat elevada de calci i de potassi.